# Colegio Real y Mayor de San Felipe y San Marcos
El Colegio Real y Mayor de San Felipe y San Marcos fue una institución educativa del Virreinato del Perú. En su histórico local funciona actualmente el Colegio Real de la Universidad Nacional Mayor de San Marcos.
El Colegio fue fundado por iniciativa del virrey García Hurtado de Mendoza, en 1592, gobernante que dedicó muchos esfuerzos y recursos a la difusión de la educación, y su edificio fue terminado por el virrey García Hurtado de Mendoza. Era un colegio con estudios de cánones y leyes, para la educación de los hijos, nietos y descendientes de los conquistadores españoles y pobladores del reino, así como para las personas de reconocidos méritos. El rector del colegio era también el rector de la Universidad de San Marcos; la administración cotidiana del colegio recaía en el vicerrector, que residía en el claustro. Ambos cargos tenían una duración de dos años y se mantenían aún en el caso de que el rector dejare de serlo de la Universidad. El bienio rectoral corría a partir del 28 de junio, víspera de la festividad de San Pedro y San Pablo. "Proveen los virreyes (...) becas en estudiantes nacidos en este reino [del Perú], de padres nobles y beneméritos, y por la estimación que se hace de ellas [de las becas] son muy respetados; muchos de los cuales [estudiantes] acabados sus estudios salen proveídos en oficios honrosos, como son corregimientos y otros semejantes". En el Colegio se guardaban las constituciones y ceremonias del Colegio Mayor Santa Cruz. La inauguración del local se llevó a cabo en 1592, en la calle del Colegio Real (actual sexta cuadra del Jirón Ancash 681).
Las "insignias" con las que se distinguían sus colegiales de los de otros colegios eran el "manto", la "beca" y el "bonete" (Diccionario de Autoridades): los de San Felipe y San Marcos usaban "vestido ['manto'] (...) de paños de azul oscuro añil, y las becas de paño azul claro, con una corona amarilla en la beca, (...) y sus bonetes" (Provisión del virrey don García Hurtado de Mendoza, marqués de Cañete).
El plantel, después de las reformas borbónicas que provocaron la expulsión de los jesuitas, se refundió en el Convictorio de San Carlos. 
A fines del siglo XVIII, el Inspector de Guerra Gabriel de Avilés y del Fierro dedicó el local a cuartel del Regimiento Real de Lima.
Posteriormente durante la época republicana fue sede del Estado Mayor del Ejército.
Actualmente funciona en el inmueble el archivo histórico de la Universidad Nacional Mayor de San Marcos.

## Rectores
- Marcos de Lucio
- Alonso Maldonado de Torres
- Cipriano de Medina
- Alonso Coronado y Ulloa
- Alonso de Solórzano y Velasco
- Cristóbal de Messía y Munive
- Pedro José Bravo de Lagunas y Castilla